# 黎子竹
黎子竹（学名：Phyllostachys heteroclada f. purpurata）为禾本科刚竹属水竹下的一个变型。